# August Harpf
August Johann Harpf (* 27. Mai 1861 in Graz; † 3. oder 4. März 1925 in Příbram, Böhmen) war ein österreichischer Chemiker und Hochschullehrer.

## Leben und Wirken
August Harpf wurde am 27. Mai 1861 als Sohn des Tondichters und Kapellmeisters Johann Harpf († 7. Dezember 1895) in eine bekannte Grazer Musikerfamilie geboren und am 5. Juni 1861 auf den Namen August Johann getauft. Durch seine aus Berlin stammende Mutter Marie Hellmann hat Harpf reichsdeutsche Vorfahren. Seine Familie hatte mit einer Kammermusikvereinigung erfolgreiche Auftritte an den Höfen in London und Sankt Petersburg. Eines seiner vielen Geschwister war der spätere Journalist, Buchhändler, Herausgeber und Schriftsteller Adolf Harpf (1857–1927); ein weiteres war der Arzt Hans Harpf.
Nach seiner allgemeinen Schulausbildung studierte er an der Technischen Hochschule Graz und an der Universität Bern. Nachdem er den Ing. chem. erlangt und zwischen 1887 und 1891 in Deutschland in der Praxis Erfahrungen gesammelt hatte, promovierte er im Jahre 1892 zum Dr. phil. Bereits ab 1891 und bis 1895 trat er als Assistent für Chemie an der damaligen Bergakademie Leoben in Erscheinung. Während seiner Zeit in Leoben gehörte er dem Leobener Radfahrerverein an, bei dem er unter anderem als Fahrwart, aber auch als Fahrer fungierte. Bei der Preisverleihung für Tourenfahrten erhielt Harpf im Februar 1892 als Erstplatzierter eine silberne Nadel. Harpf war seit 1899 Mitglied der Wiener akademischen Burschenschaft Teutonia, der er zuletzt als Alter Herr angehörte. Außerdem war der gebürtige Grazer ein Alter Herr der Akademischen Burschenschaft Frankonia.
1895 wurde er Honorardozent an der Bergakademie Příbram, ehe er 1899 seine außerordentliche Professur erhielt und im November 1902 dem Ruf der Bergakademie Příbram folgte und seine ordentliche Professur für allgemeine metallurgische und analytische Chemie und Probierkunde erhielt. Ab 1900 war er Privatdozent für Technologie der Papierstoffe, später auch für chemische Großindustrie anorganischer Stoffe der Deutschen Technischen Hochschule in Prag. Im Dezember 1903 verfasste Harpf für die Villacher Zeitung einen Bericht über den Wischberg in den Julischen Alpen, in denen er sich in den Sommerferien 1903 aufgehalten hatte; der Artikel wurde Anfang August 1904 veröffentlicht.
Nachdem Karl Zulkowsky als Inhaber der Lehrkanzel für chemische Technologie im Juni 1904 in den Ruhestand getreten war und in weiterer Folge die Lehrkanzel in zwei verschiedene Lehrkanzeln aufgeteilt wurde, war Harpf ein möglicher Kandidat auf den vakant gewordenen Lehrstuhl für chemische Technologie an der Deutschen Technischen Hochschule Prag. In den Weihnachtsfeiertagen 1904 bestieg Harpf, der als erfahrener Alpinist galt, den Großen Falkenstein, die am Großen Arbersee gelegene Seewand und zweimal den Großen Arber. Im Februar 1905 wurde er an der nunmehrigen Montanistischen Hochschule in Příbram vom damaligen Ackerbauminister Ferdinand de Longueval zum Stellvertreter des Vorsitzenden der Prüfungskommission für die erste Staatsprüfung auf die Dauer von fünf Jahren ernannt. Fünf Jahre später erfolgte Harpfs Ernennung zum Vorsitzenden der Prüfungskommission für die erste Staatsprüfung – abermals auf die Dauer von fünf Jahren – durch den damaligen Minister für öffentliche Arbeiten. Sein Stellvertreter wurde Albert Stör.
Mit Beschluss vom 14. Oktober 1911 wurde den beiden Příbramer Hochschulprofessoren Rudolf Vambera und August Harpf der Orden der Eisernen Krone III. Klasse verliehen. Im Februar 1915 erfolgte Harpfs abermalige Ernennung zum Vorsitzenden der Prüfungskommission für die erste Staatsprüfung an der Montanistischen Hochschule in Příbram auf die Dauer von fünf Jahren. Ein Jahr später, im Februar 1916, wurde Harpf zum Hofrat ernannt. Weitere zwei Jahre später, im Februar 1918, wurde der gebürtige Grazer vom damaligen Minister für öffentliche Arbeiten auf die Dauer der laufenden fünfjährigen Funktionsperiode zum Vorsitzenden der Prüfungskommission für die zweite Staatsprüfung der Fachschule für Hüttenwesen an der Příbram Hochschule ernannt. Im Sommer 1918 wurde ihm vom Kaiser das Kriegskreuz für Zivilverdienste II. Klasse verliehen. Zu Kriegszeiten machte er sich vor allem um die metallurgischen Untersuchungen und Sprengstoffuntersuchungen bei Škoda verdient.
Neben Publikationen in seinem Fach verfasste er auch Beiträge für die Ostdeutsche Rundschau, die Deutsche Hochschulzeitung und andere völkische Blätter. In seiner späteren Wirkungsstadt Příbram setzte sich der zeitlebens deutschvölkisch gesinnte Harpf für die Errichtung eines deutschen Studentenunterstützungsverein ein. Davor hatte es hier nur einen allgemeinen Studentenunterstützungsverein gegeben.
Im Anschluss an den Ersten Weltkrieg, der Auflösung Österreich-Ungarns und der nunmehrigen Unabhängigkeit der Tschechoslowakei wurde Harpf Professor für allgemeine Chemie für Bergleute und Chemie des Erdöls an der Deutschen Technischen Hochschule Prag. Harpf arbeitete vor allem in den chemisch-technologischen und zellulosetechnischen Gebieten.
Seinen Ruhestand wollte Harpf wieder in seiner steirischen Heimat, in der er zumeist nur in den Sommerferien war, verbringen; dazu kam es jedoch nicht mehr. Mit ein Grund war, dass er sein Gehalt aus der Tschechoslowakei nicht erhalten hätte, wenn er im Ausland geweilt hätte. Am 3. bzw. 4. März 1925 starb Harpf nach längerer Krankheit im Alter von 63 Jahren in Příbram.

## Lehre
Im Laufe seines Lebens veröffentlichte Harpf zahlreiche wissenschaftliche Arbeiten, vor allem im Gebiet der chemischen Technologie, darunter auch ein Entwurf eines neuen Patentgesetzes (1894), der in vielen Gutachten von Handelskammern Verwendung fand. Zu seinen weiteren Publikationen zählen unter anderem auch Kleidung und Rasse oder Die Dithmarschen und ihre Geschichte. Weitere größere Arbeiten waren unter anderem Wandtafeln für den Unterricht in der Allgemeinen Chemie und Chemischen Technologie, mit einem Band Erläuterungen dazu oder das Buch Flüssiges Schwefeldioxyd. Viele seiner Arbeiten wurden ins Englische oder Französische übersetzt.
In der Ostdeutschen Rundschau wurde seiner zu jedem Todestag gedacht und Harpf als Vorkämpfer des Deutschtums bezeichnet. Anfang des Jahres 1926 erschien der 17. Band der Schriften des Vereines der Zellstoff- und Papierchemiker und Ingenieure Deutschlands. Dieser gilt als ein posthumes Werk und zugleich Denkmal der Lebensarbeit der Forschertätigkeit Harpfs. Im Band befindet sich eine Sammlung der im Laufe der Jahre von Harpf in technischen Zeitschriften Deutschlands und Österreichs verfassten Beiträge, vorrangig zur Chemie der großindustriellen Erzeugung von Sulfitzellstoff.